# Leptotarsus (Longurio) africanus
Leptotarsus (Longurio) africanus is een tweevleugelige uit de familie langpootmuggen (Tipulidae). De soort komt voor in het Afrotropisch gebied.